# Natriumtellurat
Natriumtellurat ist eine anorganische chemische Verbindung des Natriums aus der Gruppe der Tellurate.

## Gewinnung und Darstellung
Natriumtellurat kann durch Dehydration von Dinatrium-tetrahydrogen-orthotellurat Na2H4TeO6 und anschließende Reaktion mit Natriumnitrat gewonnen werden.
Ebenfalls möglich ist die Darstellung durch Erhitzung von Natriumtellurit an Luft.

## Eigenschaften
Natriumtellurat ist ein farbloser Feststoff, der löslich in Wasser ist. Er besitzt eine orthorhombische Kristallstruktur mit der Raumgruppe Pbcn (Raumgruppen-Nr. 60), die sich bei 420 °C in eine monokline Kristallstruktur ändert.

## Verwendung
Natriumtellurat wird als Zwischenprodukt bei der Extraktion von Tellur verwendet. Lösungen von Natriumtellurat werden für schwarze oder blau-schwarze Beschichtungen auf Eisen, Stahl, Aluminium und Kupfer verwendet.